# Marsupioporella whittelli
Marsupioporella whittelli is een mosdiertjessoort uit de familie van de Thalamoporellidae. De wetenschappelijke naam van de soort is, als Thairopora whittelli, voor het eerst geldig gepubliceerd in 1889 door MacGillivray.